# 夜晚 (电影乐队专辑)
《夜晚》 （俄語：Ночь）是苏联摇滚乐队电影的第五张录音室专辑，发行于1986年。该专辑是电影乐队正式发行的首张专辑。
1986年发行的初版是盒式磁带版，由制作人安德烈·特罗皮洛发行。1988年，旋律唱片公司未经乐队允许便发行了《夜晚》的黑胶唱片版本，令乐队十分气愤。维克多·崔谴责了这种行为，称他们未经作者同意便发布了作品，还擅自设计封面。乐队成员们全然不知旋律唱片公司发行了他们的专辑的唱片；但是这个版本却售出了两百多万份，令电影乐队在全苏联境内广受欢迎。专辑中的歌曲《无政府》还有个副标题叫“对西方朋克乐队的戏仿”（A Parody of Western Punk Bands）。后来，该歌曲被更名为《无政府母亲》（Mother Anarchy），副标题也被删去。据编辑N. Baranovskaya称，这么做是为了获得俄罗斯文化部的许可。